# Sodinger Holz

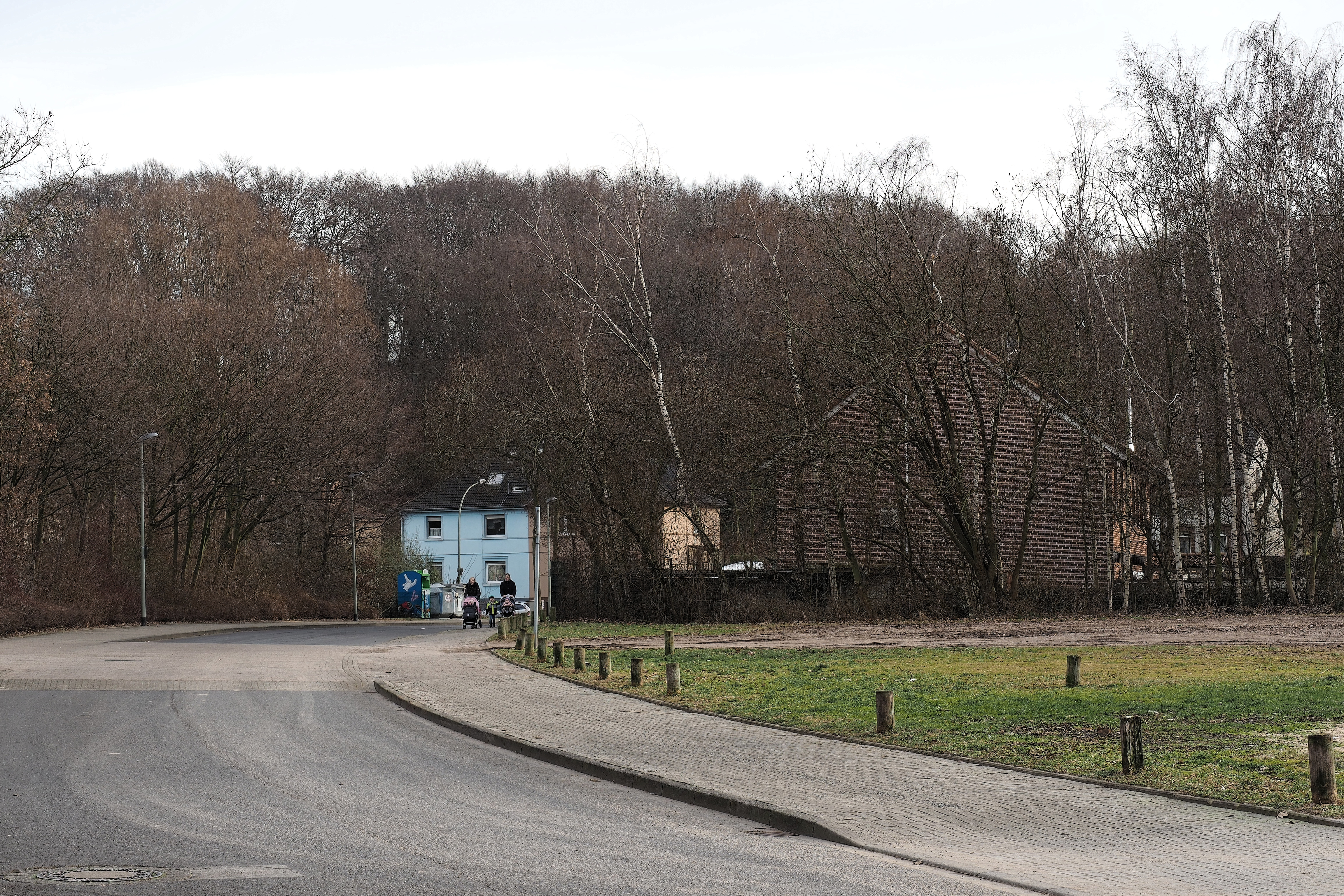
Sodinger Holz (2017)

Das Sodinger Holz ist ein Teil der historischen Gemeinde Holthausen in Herne.
Auf diesem Gebiet wurde die heutige Sodinger Straße, die Schächte II („Carl“ 1895) und IV (1931) der Zeche Mont Cenis, die evangelische Johanniskirche (1909) und das „Glück-Auf-Stadion“ des Fußballvereins SV Sodingen (1923) gebaut. Auf dem Beimberg wurde von 1912 bis 1913 der „Kaiser-Wilhelm-Park“ errichtet. Dieser ist heute als „Volkspark Sodingen“ bekannt. Hier entstand 1913 ein Wasserturm, der die Zeche versorgte. Seit den 1930er Jahren wird er nur noch als Aussichtsturm genutzt. Am Turm fand 1926 der Fußballverein Arminia Sodingen seine sportliche Heimat.
Nach der Stilllegung der Zeche Mont Cenis im Jahre 1978 wurden die Schachtanlagen bis 1980 verfüllt. Ab 1987 erfolgte auf dem Gelände Wohnbebauung.